# Villa vastititas
Villa vastititas är en tvåvingeart som beskrevs av Cole 1923. Villa vastititas ingår i släktet Villa och familjen svävflugor. Inga underarter finns listade i Catalogue of Life.